# Apseudes rotundifrons
Apseudes rotundifrons är en kräftdjursart som beskrevs av Mihai Bacescu 1981. Apseudes rotundifrons ingår i släktet Apseudes och familjen Apseudidae. Inga underarter finns listade i Catalogue of Life.